# Отхаркивающие средства
Отхаркивающие средства — совокупность лекарственных препаратов, обеспечивающих отведение бронхиального секрета из дыхательных путей. Выработка и нормальное отведение бронхиального секрета является одним из ключевых аспектов нормального функционирования дыхательных путей. Физико-химически бронхиальный секрет состоит из 2 фаз, растворимой и нерастворимой в воде. В растворимую фазу входят электролиты, сывороточный компонент, локально синтезируемые белки, ферменты. Нерастворимая фаза имеет гелевидную консистенцию, и состоит преимущественно из гликопротеидных комплексов, называемых муцинами. В норме выведение слизи и налипших на ней инородных веществ и объектов осуществляется посредством мукоцилиарного транспорта, благодаря которому скорость движения слизи составляет от 4 до 20 миллиметров в минуту. При нарушении работы этого механизма, или при попадании в дыхательные пути инородных предметов, с которыми данный физиологический механизм справиться не в состоянии, происходит активация кашлевого рефлекса. Именно это патологическое состояние и является показанием для назначения данной группы лекарственных препаратов.

## Классификация
По механизму действия выделяют две группы препаратов:
- Стимулирующие отхаркивание (секретомоторные средства);

- Рефлекторно стимулирующие отхаркивание. При употреблении данной подгруппы препаратов происходит раздражающее воздействие на слизистую желудка, что в свою очередь вызывает раздражение кашлевого и рвотного центра расположенных в продолговатом мозге. Повышение его активности приводит к усилению синтеза жидкого бронхиального секрета, и усиления выраженности кашлевого рефлекса. Время действия препарата относительно короткое, при повышении дозы помимо кашлевого центра активируется и рвотный, у больного возникает сильная тошнота, возможна рвота. Примерами таких препаратов являются: корень солодки, термопсис, натрия бензоат, эфирные масла (эвкалиптовое, терпеновое).
- Резорбтивного действия. Препараты данной группы вызывают усиление секреции жидкой части бронхиального секрета, тем самым разжижая мокроту и облегчая её выведение. Побочным эффектом приёма таких препаратов является заложенность носа, слезотечение. К данной группе относятся: натрия йодид, калия йодид, аммония хлорид, натрия гидрокарбонат.

- Разжижающие мокроту (секретолитические, или муколитические средства).

- Протеолитические ферменты. Вызывают разрушение пептидных связей в гликопротеиновых комплексах, что приводит к уменьшению вязкости и эластичности мокроты. В настоящее время их применение ограничивается опасностью развития аллергии и бронхоспазма. К препаратам этой группы относятся: трипсин, химотрипсин, химопсин, рибонуклеаза.
- Производные цистеина (ацетилцистеин). Обеспечивает расщепление дисульфидных связей между белками входящих в состав гликопротеидов слизи, что приводит к быстрому и выраженному разжижению мокроты. С осторожностью следует использовать у ослабленных больных, и в тех случаях когда отведение разжиженой мокроты может быть затруднено.
- Мукорегуляторы. Препараты относительно новой группы отхаркивающих средств. Важной особенностью данных препаратов является их способность увеличивать количество лёгочного сурфактанта. Помимо этого, они за счет стимуляции синтеза гликопротеидов выравнивают содержание слизистой и жидкой части мокроты. Работа мукоциллиарного транспорта активируется опосредованно за счёт роста количества сурфактанта. К препаратам данной группы относятся бромгексин, амброксол.

## Показания к применению
Основанием для назначения данной группы препаратов является обнаружение у больного хронических или острых заболеваний дыхательных путей, сопровождающихся продукцией вязкой мокроты (бронхит, бронхобструктивный синдром, бронхоэктатическая болезнь). Следует понимать, что данная группа препаратов является вспомогательной, облегчая состояние больного, повышая качество его жизни, но не устраняя саму причину возникновения заболевания. Терапия отхаркивающими средствами должна сочетаться с адекватной этиотропной терапией.